# Andy Milder
Andy Milder (Omaha (Nebraska), 16 augustus 1969) is een Amerikaans acteur en stemacteur

## Biografie
Milder werd geboren in Omaha (Nebraska) en verhuisde op jonge leeftijd met zijn familie naar Santa Monica (Californië). Hij studeerde af in economie aan de Universiteit van Californië - Berkeley. Hierna leerde hij het acteren aan de American Conservatory Theater in San Francisco.
Milder begon in 1991 met acteren in de televisieserie Empty Nest, waarna hij nog meerdere rollen speelde in televisieseries en films. Hij is vooral bekend van zijn rol als Dean Hodes in de televisieserie Weeds, waar hij in 58 afleveringen speelde (2005-2012). Voor deze rol werd hij in 2007 en 2009 samen met de cast genomineerd voor een Screen Actors Guild Awards in de categorie Uitstekend Optreden door een Cast in een Komedieserie.

## Filmografie

### Films
Selectie:
- 2011 The Artist - als regisseur
- 2009 Stolen Lives - als William Daniels
- 2008 Seven Pounds - als dokter van George
- 2008 Frost/Nixon - als Frank Gannon
- 2007 Transformers - als teamleider van R&D
- 2005 Rumor Has It - als aanwezige op conferentie
- 2005 Domino - als FBI agent
- 1998 Armageddon - als NASA monteur
- 1995 Apollo 13 - als GUIDO White
- 1994 I Love Trouble - als kopieman
- 1994 I'll Do Anything - als Warm-Up Man
- 1991 For the Boys - als piccolo kleedkamer New York

### Televisieseries
Uitgezonderd eenmalige gastrollen.
- 2023-2024 Spidey and His Amazing Friends - als The Thing / werker (stemmen) - 7 afl.
- 2022 The Orville - als Ensign Bolobar - 3 afl.
- 2020 Animaniacs - als diverse stemmen - 2 afl.
- 2020 Kidding - als Gene Rhodes - 2 afl.
- 2018 The Broken Hearts Division - als officier Brad Honeycutt - 6 afl.
- 2018 Chicken Girls - als Edward - 6 afl.
- 2015-2017 Robots in Disguise - als diverse stemmen - 6 afl.
- 2011-2015 Austin & Ally - als Lester Dawson - 17 afl.
- 2015 Transformers: Robots in Disguise - als Quillfire (stem) - 2 afl.
- 2005-2012 Weeds - als Dean Hodes - 58 afl.
- 2010-2011 The Middle - als schoolhoofd Sholin - 2 afl.
- 2010-2011 Parks and Recreation - als Freddy - 4 afl.
- 2007-2008 Private Practice - als Doug Adams - 2 afl.
- 2006-2008 Legion of Super Heroes - als Lightning Lad / Garth Ranzz (stemmen) - 24 afl.
- 2005 Ballroom Bootcamp - als verteller (stem) - 7 afl.
- 2001 Dharma & Greg - als Russell Gotleib - 2 afl.
- 1998 From the Earth to the Moon - als GUIDO - 2 afl.
- 1997-1998 Fame L.A. - als Marcus Carilli - 21 afl.
- 1993 The Wonder Years - als Howie Needleman - 2 afl.

### Computerspellen
- 2020 Exos Heroes - als Buck
- 2016 Lego Star Wars: The Force Awakens - als stem
- 2012 Syndicate - als stem
- 2010 Batman: The Brave and the Bold - The Videogame - als The Flash - Jay Garrick
- 2009 G.I. Joe: The Rise of Cobra - als sergeant Flash
- 2008 Dead Space - als stem
- 2005 The Incredible Hulk: Ultimate Destruction - als stem
- 2005 S.W.A.T. 4 - als Warren Rooney / James Bettencourt jr.
- 2004 Vampire: The Masquerade - Bloodlines - als Prins Sebastian Lacroix
- 2004 Men of Valor - als stem
- 2003 Star Trek: Elite Force II - als Ensign Chell
- 2002 Star Trek: Bridge Commander - als chief Brex
- 2001 Command & Conquer: Red Alert 2 - Yuri's Revenge - als stem

- Library of Congress Control Number: no2010200378
- Nationale Bibliotheek van Israël: 987007453735005171
- Virtual International Authority File: 160670704
- WorldCat: E39PBJvRR4xr64DRyQrc4D7JXd